# San Rocco (Parmigianino)
San Rocco è un dipinto a tempera su tela (27,8x21,5 cm) del Parmigianino, databile al 1528 circa e conservato nella collezione d'arte del Museo di Palazzo Marchi a Parma. 

## Storia
L'opera, già nella collezione Baiardi, è probabilmente il "quadretto co' uno san Rocco bozzato di colore alto 0,7 largo 0,5 di mano del Parmesanino" ricordato nell'inventario di quella raccolta tra il 1560 e il 1566. La differenza di misure (circa 31,7 x 21,6) è spiegabile con la leggera profilatura che la tela ha subito, come è visibile a occhio nudo. L'opera è comunque un frammento di una composizione più ampia, forse uno dei due "guazzi" descritti da Vasari come commissionati a Bologna da "Maestro Luca di Leuti" (l'altro è probabilmente la Sacra Famiglia con san Giovannino al Museo di Capodimonte).
Se ne conosce uno studio preparatorio al Museo Bonnat di Bayonne (n. 699).

## Descrizione e stile
Una figuretta di san Rocco sdraiato, riconoscibile per il bastone da pellegrino e la gamba scoperta per mostrare la piaga della peste, è dipinta in maniera fluida e veloce, con pennellate che definiscono con sicurezza i volumi del roccioso sfondo e i tratti salienti del santo, soprattutto riguardo all'incidenza della luce sulla veste, sui capelli e sugli arti. 
L'anatomia allungata si adatta allo stile delle opere del periodo bolognese. 